# Kriza s talci v japonski ambasadi
Kriza s talci v japonski ambasadi je bila kriza, ki se je odvijala v glavnem mestu Peruja, Limi med 17. decembrom 1996 in 22. aprilom 1997.

## Začetek krize
17. decembra je 14 oboroženih pripadnikov revolucionarnega gibanja Tupac Amaru - MRTA (Movimento Revolucionario Tupac Amaru), skrajno levičarske organizacije, pod vodstvom Nestorja Cerpa zasedlo prostore japonske ambasade. Napadalci so na ozemlje ambasade vstopili skozi luknjo, ki so jo naredili v zaščitnem zidu okrog ambasade. 17. december so izbrali za napad vedoč, da bo ravno takrat japonski ambasador v Peruju skupaj z okoli 500 gosti slavil rojstni dan japonskega cesarja. Med povabljenimi je bilo med drugim tudi sedem ambasadorjev, trije ministri, nekaj državnih podsekretarjev, trije generali ter mati, brat in sestra takratnega perujskega predsednika Alberta Fujimorija.
Večino talcev, tudi predsednikovo mater in sestro, ki ju niso prepoznali, so teroristi izpustili, 72 ljudi, med katerimi je bil tudi njihov glavni adut, predsednikov brat, pa so zadržali kot talce.

## Zahteve teroristov
Pripadniki MRTA so takoj po izpustitvi prve skupine talcev podali svoje zahteve v štirih točkah:
1. Izpustitev 400 zaprtih pripadnikov gibanja
2. Trgovinske reforme
3. Odpoved japonske gospodarske pomoči Peruju
4. Izboljšanje razmer v perujskih zaporih

Te zahteve so predali preko izpuščenega kongresnika Javierja Dieza Canseca, perujska vlada pa je vse zahteve takoj odločno zavrnila in obkolila ambasado.

## Obleganje
Akcija hitrega napada in zavzetja ambasade je bila po preučitvi izjav izpuščenih talcev odpovedana. Talci so namreč poročali o kakih dvajsetih napadalcih, oblečenih v uniforme specialnih enot in oboroženih s polavtomatskim ter avtomatskim orožjem, pa tudi z ročnimi minometi, minami in solzilcem ter opremljenih s plinskimi maskami. Takoj je bilo jasno, da bi vsakršen napad zahteval veliko smrtnih žrtev med talci, zaradi česar so se varnostne službe Peruja odločile za zavlačevanje in nadaljevanje obleganja.

## Napadalne enote
Medtem so se komandosi, ki naj bi izvedli napad na ambasado, začeli pripravljati v bazi specialnih enot (DIFE). Od 140 izbranih vojakov jih je bilo okoli 100 pripadnikov DIFE - specialnih enot kopenske vojske, kakih 40 pa je bilo pripadnikov enote za specialno delovanje mornariške pehote - UEC (Unidad Especial de Combate). Poveljnik in koordinator akcije je postal Juan Valer Sandoval.
Komandosi so bili razdeljeni v štiri skupine: 
- napadalna enota
- podporna enota
- varovalna enota
- ostrostrelna enota

Poleg domačih svetovalcev je Peru zaprosil za tujo pomoč, ki jo je dobil v obliki skupine šestih britanskih strokovnjakov iz 22. polka SAS. Poleg njih naj bi bilo v priprave na napad vpletenih tudi nekaj agentov ameriške obveščevalne agencije CIA in nekaj izraelskih strokovnjakov, kar pa ni bilo nikoli uradno potrjeno.

## Priprave na napad
Priprave na napad so potekale na več ravneh. Na vojaški ravni so začeli pripadniki napadalnih enot kopati štiri glavne in nekaj pomožnih tunelov do dvorišča ambasade in v zgradbo samo. Na konec tunelov so namestili eksploziv, ki naj bi v trenutku napada odprl tla in omogočil komandosom vpad na dvorišče in v pritličje. Da bi prikrili zvoke kopanja in hkrati izvajali psihološki pritisk na teroriste, so okoli ambasade namestili ogromne zvočnike, ki so dan in noč igrali glasno glasbo, v zgradbo pa so usmerili tudi velike reflektorje.
Po znaku za napad naj bi po detonaciji nameščenega eksploziva 90 komandosov prve skupine iz tunelov napadlo dvorišče in vpadlo v objekt s strani, druga skupina naj bi takrat razstrelila glavna vrata in napadla objekt s sprednje strani, tretja skupina pa naj bi skozi luknjo v zidu, ki so jo napravili teroristi ob zavzetju ambasade, napadla zadnji vhod. Na okoliških strehah je bilo nameščenih 18 ostrostrelcev, ki so imeli nalogo, da ubijejo vsakega terorista, ki bi predstavljal »čisto« tarčo.
Pred napadom so pripadniki napadalnih enot v vojaški bazi Chorrillos izdelali maketo zgradbe iz enakih materialov, da bi ugotovili, koliko eksploziva C-4 je potrebnega za varno razstrelitev zadnjega dela tunelov, saj niso želeli tvegati s prevelikimi količinami, da ne bi ogrozili življenj talcev in komandosov.

### obveščevalne priprave
Obveščevalne priprave na napad so stekle že 20. decembra, ko je s skupino novinarjev, ki jim je bil dovoljen intervju s teroristi, v ambasado na skrivaj vstopilo tudi nekaj tajnih agentov, ki so v zgradbo namestili skrite mini kamere in mikrofone. Poleg tega so pripadniki državne obveščevalne službe - SIN namestili podobne mikrofone tudi v predmete, ki sta jih Rdeči križ in katoliška cerkev poslali talcem v ambasadi. Tako so mikrofone namestili v nabožne predmete, embalažo za hrano in vse ostale predmete.
Eno najpomembnejših vlog pri obveščevalni dejavnosti pa je imel eden od talcev, admiral Luis Giampetri. Ta je marca 1997 opazil enega od skritih mikrofonov in o tem obvestil agente, ki so prisluškovali zgradbi. V enega od mikrofonov je rekel, naj preko zvočnikov zavrtijo pesem »La Cucaracha«, če so dobili njegovo sporočilo. Tako je bila vzpostavljena prva zveza s talci, ki so jo kasneje še izboljšali. Giampetri si je pri teroristih namreč izprosil kitaro, v katero so agenti namestili dvosmerni mikrofon, s katerim so dajali napotke admiralu, on pa jim je poročal o dogajanju v zgradbi. Tako je med drugim poročal o tem, kam so teroristi namestili eksploziv, kje imajo zaprte talce, navade posameznih pripadnikov gibanja in ostale pomembne obveščevalne podatke. Tako je sporočil, da en del teroristov vsak dan igra nogomet na hodniku v pritličju med 14. in 15. uro, ker je pomenilo, da je to najbolj ugoden trenutek za začetek napada.
Pred napadom so komandosi z olajšanjem prejeli vest o tem, da so teroristi premaknili vse talce v prvo nadstropje ambasade, kar je pomenilo, da lahko brez skrbi razstrelijo tla ambasade in vpadejo v objekt.

## Napad
Napad, imenovan Operacija Chavín de Huantar naj bi se začel 22. aprila 1997. 20. aprila pa se je večina pripadnikov napadalne enote zastrupila s hrano, kar je resno ogrozilo operacijo. Hitro posredovanje zdravnikov, ki so z antibiotiki in lomotilom ozdravili komandose, pa je preprečilo polom. Tako so 22. aprila ob 11:00 komandosi zavzeli izhodiščne položaje in čakali na znak za začetek napada, geslo Luz Verde (zelena luč).
Znak je prišel in natančno ob 15:23 so odjeknile eksplozije po celem kompleksu ambasade. Eden od tunelov, ki so jih razstrelili komandosi, se je nahajal ravno pod tlemi avle, v kateri so teroristi v tistem trenutku igrali nogomet. V eksploziji so bili ubiti trije teroristi.
Podpolkovnik Juan Valer Sandoval je s svojim timom vstopil skozi odprtino v pritličju ambasade in hitro napredoval po stopnišču v prvo nadstropje, kjer je srečal prve bežeče talce, med katerimi sta bila japonski veleposlanik in perujski minister za zunanje zadeve. Za njimi je priletela ročna granata, teroristi pa so hkrati odprli ogenj iz avtomatskega orožja. Valer je s svojim telesom zaščitil talce, a ga je v neprebojni jopič zadela krogla iz kalašnikova in ga smrtno ranila, ročna bomba pa ni eksplodirala, ker je eden od teroristov pozabil odlepiti varnostni trak, ki je držal žličko. V istem trenutku je druga skupina napadalcev razstrelila glavna vhodna vrata in vstopila na ozemlje ambasade, tretja skupina pa je razstrelila steno v zadnjem delu in se pridružila reševanju talcev. Večino talcev je admiral Giampetri pravočasno obvestil o napadu, tako da jih je večina polegla po tleh. Edina žrtev je tako postal vrhovni sodnik Carlos Giusti Acuña, ki ga je zadel rafal iz avtomatskega orožja, ko se je poskušal rešiti z begom.
V drugem nadstropju je komandose pričakalo neprijetno presenečenje v obliki nastavljenih min, izdelanih iz semtexa in šrapnelov, ki so jih po nesreči sprožili na stopnišču tik pred drugim nadstropjem. Eksplozija ene od njih je ubila poveljnika skupine, podpolkovnika Raula Jimeneza Chaveza. Medtem so pripadniki podporne enote gasili požare, ki so se razširili po poslopju, in reševali talce.
O nadaljevanju akcije obstaja več različic zgodbe, uradna in neuradna.
Po uradni različici dogodkov naj bi se eden od teroristov, Eduardo Cruz z vzdevkom Tito, umaknil v tretje nadstropje ambasade, v prostor, kjer so imeli teroristi skladišče orožja. Tam naj bi se zabarikadiral v prostor in na komandose metal ročne granate ter streljal iz vseh vrst orožja. Ena skupina komandosov naj bi se zaradi tega povzpela na streho poslopja in tja namestila eksploziv, ki bi naredil luknjo v stropu skozi katero naj bi Tita prijeli ali ubili. Eksplozija naj bi sprožila sekundarne detonacije streliva ročnih protioklepnih raketometov RPG-7, s katerimi so bili med drugim oboroženi teroristi. V eksplozijah naj bi Tita raztrgalo na kose.
Rešeni talci pa so povedali povsem drugo zgodbo po kateri naj bi videli Tita privezanega na drevo na vrtu ambasade, kjer naj bi ga komandosi mučili.

## Epilog
Akcija je trajala vsega pol ure in je terjala življenja dveh komandosov in enega talca. V njej je bilo ubitih tudi vseh 14 pripadnikov gibanja Tupac Amaru.
Pri legitimaciji talcev so komandosi med njimi odkrili zadnjega živega terorista, Rolija Rojasa, z vzdevkom »El Arabe« (»Arabec«, za teroristične akcije se je namreč uril v Libiji), ki so ga odpeljali v zgradbo in ga tam ustrelili. Njegovo truplo so odvlekli v drugo nadstropje, kjer je umrl podpolkovnik Jimenez, in tam pod njega namestili ročno granato. To je bilo maščevanje za ubite soborce in jasno opozorilo teroristom, kaj jih čaka ob naslednji morebitni akciji.

## Sodni epilog
2. januarja 2001 je perujska humanitarna organizacija APRODEH vložila kazensko ovadbo proti Albertu Fujimori, Vladimiru Montesinosu, Nicolasu De Nari Hermoza Riosu, Juliu Salazarje Monroeje in ostalim vpletenim v protiteroristično akcijo za uboj najmanj treh pripadnikov gibanja Tupac Amaru.
Trupla vseh pripadnikov je izkopala in preučila ekipa Mednarodnega sodišča za vojne zločine na območju nekdanje Jugoslavije. Izsledki so pokazali, da je bilo devet pripadnikov gibanja ustreljenih v tilnik iz neposredne bližine, kar je pomenilo, da so bili likvidirani.
13. maja 2002 je sodnica Cecilia Polack Boluarte ukazala aretacijo enajstih komandosov, ki so sodelovali pri akciji na ozemlju japonske ambasade. Kasneje je bila za vse udeležence akcije razglašena amnestija, kar je povzročilo val protestov po državi tako s strani prebivalstva kot tudi človekoljubnih organizacij.